# Kaspars Gerhards
Kaspars Gerhards (Jelgava, Letònia, 7 de febrer de 1969) és un polític letó del partit Per la Pàtria i la Llibertat/LNNK. Va ser Ministre de Transport entre el 12 de març de 2009 i el 3 de novembre de 2010.